# Pont de Montolivet
El pont de Montolivet és un pont de la ciutat de València que creua el Jardí de Túria i connecta el barri de la Penya-roja amb els de Montolivet i de la Ciutat de les Arts i les Ciències. Relaciona, doncs, l'avinguda de l'Institut Obrer de València i l'avinguda del Saler (l'inici de l'autopista del Saler) amb l'avinguda de França i l'avinguda de Tomás Montanyana. Al nord, el pont desemboca en la plaça giratòria d'Europa, una de les més grans de la ciutat, mentre al sud ho fa en la plaça de la Marató, situada dins de l'avinguda del Saler.
És un pont únic a la ciutat per constar de dues parts clarament diferents: l'antic pont, que creua només la meitat nord del jardí, i el nou, que el continua fins a la riba meridional. En realitat, ni l'un ni l'altre són massa antics, si bé era amb la construcció de la Ciutat de les Arts i les Ciències que esdevingué necessari un eixample en el pont existent. Aquest doble pont és, per tant, de destacable llargària.
Ambdós ponts consten de dues calçades separades per un buit de mitjana, amb quatre carrils a cada costat, a més d'una vorera ampla que hi permet el pas de bicicletes. Al punt d'unió entre els dos ponts, hi ha unes escales a cada banda, permetent baixar fins al riu. També hi ha una columna clàssica que recorda la creu que s'hi erigí durant la visita del papa Benet XVI a la ciutat, quan aquest va utilitzar el pont d'escenari per al seu parlament.
Cal ara destacar les moltes diferències entre els dos ponts. L'antic pont, al nord, és purament recte i pla, sense gaires decoracions i, per tant, molt funcional. Destaca una línia de fanalets a cada banda del pont, mentre cada calçada se sosté gràcies a dos pilars. La part inferior del pont fa una sèrie d'arcs suaus i allargassats. Tot el conjunt és de formigó gris, amb alguns detalls pintats en roig granat.
Pel que fa a l'altre pont, al sud, és en pur estil calatravià, lleugerament arcat i recolzat sobre quatre pilars esvelts que s'uneixen a la base, dins d'un llac artificial. Deixa a l'est el Museu de Ciències Príncep Felip i l'Hemisfèric i a l'oest el palau de les Arts Reina Sofia i fita amb l'Umbracle. És, doncs, un element important del conjunt de la Ciutat de les Arts i les Ciències, i s'adscriu als seus patrons estilístics: fet de formigó blanc i lluent, no conté cap línia recta sinó que es compon d'una sèrie de corbes que li donen un aspecte orgànic o animal.
Fins a la construcció del pont de l'Assut de l'Or, immediatament a l'est, el pont de Montolivet era el principal connector entre els barris situats entre l'avinguda de Vicent Blasco Ibáñez i el Jardí de Túria, i l'eixida en direcció a l'Albufera anomenada l'autopista del Saler.